# 346

## Догађаји
- У Кореји, Краљевину Буиео апсорбује Гогурјео.
- Геунчого постаје краљ корејског краљевства Баекје.
- Цар Констанс I користи свој утицај да обезбеди повратак Атанасија на трон патријарха Александрије, а о његовом протеривању се састављају документи под насловом Апологија против аријанаца.
- Македонија I, цариградског патријарха, поново смењује Павле I.
- Јулије Фирмик Фирмикус пише своје дело Де еррорибус профанарум религионум.
- Вулфила је Визиготе увео у аријанство.